# تفکر قالبی
تفکر قالبی (به انگلیسی: stereotype) به یک نظر از پیش تشکیل‌شده در ذهن جمعی گروه‌هایی از جامعه اشاره دارد، که مانع قضاوت و شناخت منطقی افراد نسبت به دیگران شده و ویژگی‌های خاصی را به تمام اعضای یک گروه دیگر یا مجموعه‌ای متفاوت نسبت می‌دهد. این امر سبب می‌گردد افراد برپایهٔ اطلاعاتی ناچیز و تصورهای کلیشه‌ای خود که غالباً برگرفته از جامعه یا رسانه‌ها است، بدون آنکه شناخت کافی از دیگران داشته‌باشند، نسبت به آن‌ها قضاوت کنند.
این لغت اگر در معنی منفی آن به کار رود، فرضی ساده‌انگارانه، اغراق شده و تحقیرآمیز را به اعضای یک گروه به‌دلیل عضویت در آن گروه نسبت می‌دهد. کلیشه‌ها احترام یا مشروعیت را از اشخاص به دلیل تعلّقشان به آن گروه می‌گیرند یا برعکس، کلیشه‌ی مثبت احترام، ارزش و محبوبیتی غیرواقعی و برپایه‌ای غیرمنطقی برای عده‌ای بدون دلیل خاصی به وجود می‌آورند. به عنوان مثال قضاوت در مورد افراد برپایهٔ نوع لباس آن‌ها یا شکل ظاهری آنها.
جوئل شارون در کتاب ده پرسش از دیدگاه جامعه‌شناسی، تصور قالبی را اینگونه تعریف می کند:  «تصورات قالبی نگرش‌های بیش از حد ساده شده و مبالغه شده واقعیت هستند. آن‌ها به ویژه برای افرادی جذابیت دارند که به قضاوت ارزشی درباره دیگران می‌پردازند و کسانی را که متفاوت با خودشان هستند زود محکوم می‌کنند...». وی به‌طور کلی 6 ویژگی را برای تصور قالبی برمی‌شمارد: 1. تصور قالبی نقادانه است 2. تصور قالبی معمولا طبقه‌بندی مطلقی است 3. تصور قالبی نوعی طبقه‌بندی است که همه‌ی طبقه‌بندی‌های دیگر را در ذهن مشاهده‌گر تحت‌الشعاع قرار می‌دهد 4. تصور قالبی با پیدایش شواهد و مدارک جدید تغییر نمی‌کند 5. تصور قالبی اصولا به گونه‌ای دقیق ایجاد نمی‌شود 6. تصور قالبی مانع جستجو برای درک دلیل تفاوت انسان‌ها با یکدیگر می‌شود. 
واژه استریوتایپ، از استریو، کلمه‌ای یونانی به معنی «سخت، مستحکم، غیرقابل تغییر» و کلمهٔ تایپ، کلمه‌ای یونانی به معنی «تأثیر» می‌باشد. در نتیجه کلمهٔ استریوتایپ به معنی تأثیر غیرقابل تغییر (تأثیر مستحکم) می‌باشد.

## فرایند شکل‌گیری و نحوهٔ عملکرد

### تقابل روابط درون‌گروهی و برون‌گروهی
طبق یکی از تعاریف کلیشه، برای شکل‌گیری کلیشه دو نوع نگرش لازم است، وجود یک دیدگاه و طرز فکر درون‌گروهی و دیگری وجود یک دیدگاه و روش برون‌گروهی.
بدین ترتیب در ذهن هرکس، افراد گروهی که وی در آن قرار دارد افرادی طبیعی و برتر به نظر می‌رسند و گروه او گروهی به نظر می‌رسد که دیگران تمایل دارند در آن عضو باشند و باقی افراد، افراد بیرون گروه او هستند که پست‌تر و پایین‌تر از افراد هم‌گروه هستند.

### تأثیر ضمیر خودآگاه بر ناخودآگاه
دیدگاه دومی که در زمینهٔ طرز شکل‌گیری کلیشه‌ها وجود دارد، نقش ناخودآگاه را در این مورد پررنگ می‌داند. برطبق این نظریه کلیشه‌ها به‌طور کامل توسط ناخودآگاه انسان شکل می‌گیرند، بدین ترتیب که انسان‌ها در خودآگاه با افکار متفاوتی روبرو می‌شوند، اگر این افکار به‌طور مداومی تکرار شوند، رفته‌رفته این طرز تفکرها از ضمیر خودآگاه فرد به ضمیر ناخودآگاه او منتقل می‌شوند. ضمیر ناخودآگاه نیز با توجه به تأثیرپذیری که از خودآگاه گرفته‌است در ملاقات‌ها با دیگر افراد برای آنکه هرچه سریعتر بتواند به قضاوتی از طرف مقابل دست‌یابد بر پایهٔ تفکرات پیشین فرد نسبت به دیگران قضاوت سریع‌تری را ارائه می‌دهد، تمام این مراحل بدون آنکه فرد متوجه شود در ذهن او شکل می‌گیرند.

## تهدید کلیشه

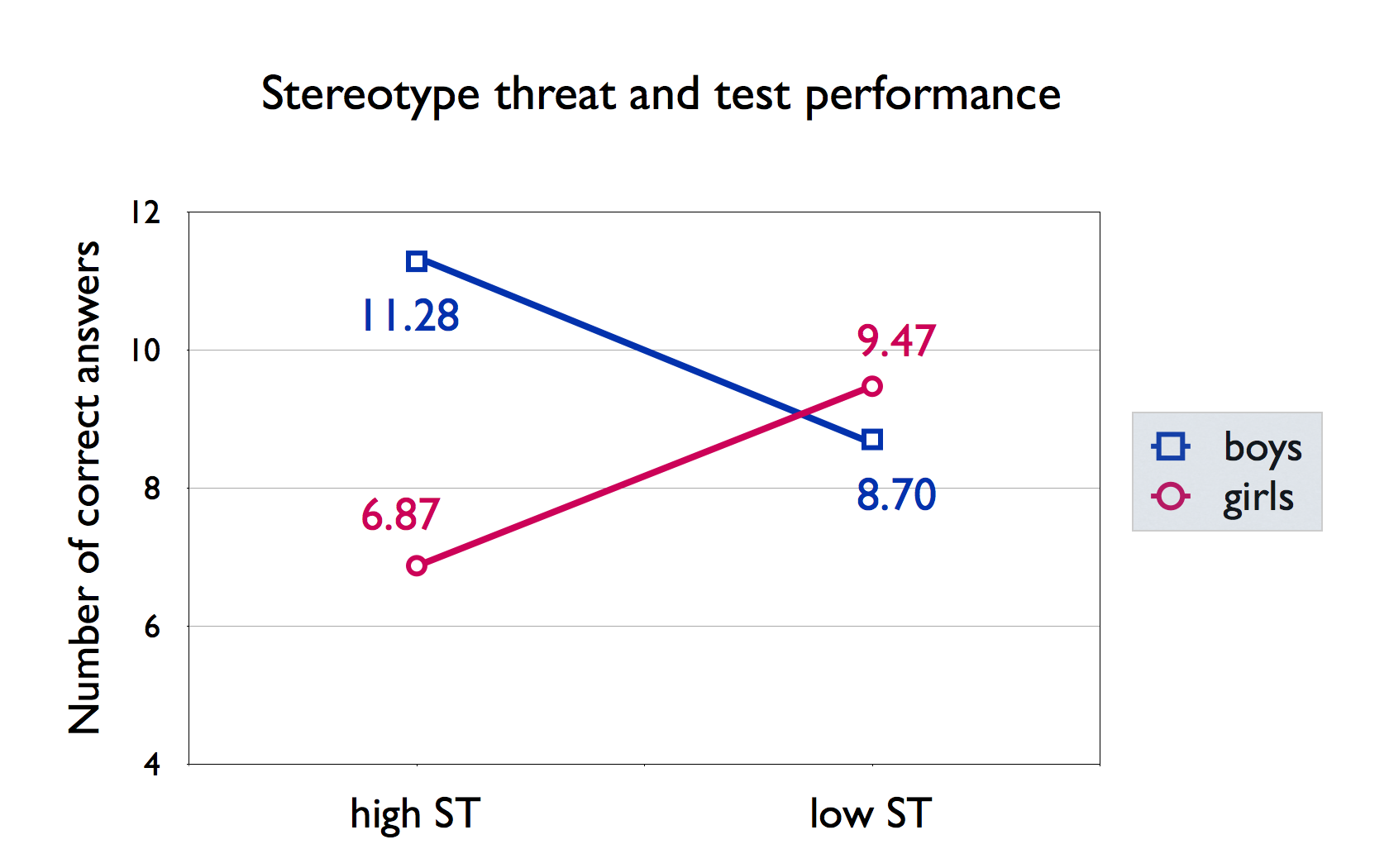
تأثیر تهدید کلیشه بر نتیجهٔ امتحان ریاضیات دختران و پسران. اطلاعات برگرفته از اوس‌بورن ۲۰۰۷.

تهدید کلیشه یا تهدید تفکر قالبی، اضطرابی است که فرد تجربه می‌کند وقتی ممکن است به خاطر تعلقش به یک گروه اجتماعی خاص با کلیشه‌هایی منفی قضاوت شود. از زمان مطرح شدنش در مطالعات دانشگاهی، این مبحث به صورت گسترده‌ای در حوزه روان‌شناسی اجتماعی مورد مطالعه قرار گرفته‌است. مطالعات نشان می‌دهد که اضطراب ناشی از تهدید کلیشه باعث کاهش عملکرد افرادی می‌شود که متعلق به گروه‌های کلیشه‌ای منفی هستند. به این صورت که اگر کلیشه‌های منفی در مورد یک گروه خاص وجود داشته باشد، اعضای آن گروه به احتمال زیاد دچار اضطراب در مورد عملکرد خود خواهند شد، و این ممکن است مانع بروز توانایی آن‌ها برای انجام کار به بهترین شکل خود شود. به عنوان مثال، تهدید کلیشه می‌تواند عملکرد فکری آمریکایی‌های آفریقایی‌تبار در آزمون استدلال س.ا. ت (امتحانی برای ورودی کالج در ایالات متحده) را کاهش دهد، به این دلیل کلیشه‌ای که آمریکایی‌های آفریقایی‌تبار از هوش کمتری نسبت به گروه‌های دیگر برخوردارند. نکته مهم این است که برای اینکه اثرات تهدید کلیشه روی شخصی گذاشته شود نیازی نیست آن شخص حتماً به آن کلیشه باور قلبی داشته باشد. نکته جالب دیگر اینکه، مکانیزم خاصی که توسط آن اضطراب (حاصل از فکر به اثر کلیشه) عملکرد را کاهش می‌دهد به وسیله تخلیه حافظه کاری شخص است، که به ویژه شامل قسمت‌های فونولوژیکال (واجی) حافظه کاری می‌شود.

## راه حل چیست؟
در مقابل تفکر قالبی، کلیدواژه دیگری قرار دارد تحت عنوان «شخصیت توسعه یافته». شخصیت توسعه یافته یک تعبیر جامعه شناختی-روانشناختی است به معنای رها شدن از تفکر قالبی و گسترش تفکر در ابعاد مختلف زندگی.
افرادی که دارای شخصیت توسعه یافته هستند، فارغ از انتظارات از پیش تعیین شده دیگران و باورهای کلیشه ای، در عرصه های مختلف شرکت می کنند. عیار آنها در بد و خوب و مثبت و منفی امور، نه تفکرات قالبی بلکه کارکردهای عقلانی است. شخصیت توسعه یافته بیش از آنکه به دیگران بپردازد، در پی ارتقای خود است. بیش از آنکه تمرکزش بر دیگران باشد، بر خود متمرکز است. در این «خودتمرکزی» به خود انتقادی مشغول است و به‌طور کوشا به اصلاح خود همت دارد. برخلاف تفکر قالبی که «دگرمرکزی» دارد و به انتقاد از دیگری اشتغال دارد، شخصیت توسعه یافته از نوعی فرهنگ دموکراتیک برخوردار است یعنی انبساط ارزشی و هنجاری دارد. عیار او در ارزش‌گذاری و قضاوتها، عقل خودبنیاد است و اخلاق اجتماعی. او نسبت به خطر تفکرات قالبی مطلع است.
شخصیت توسعه یافته، نه خود را در قالب‌های رفتاری حبس می کند و نه درباره دیگران قضاوت‌های قالبی انجام می دهد. او از رفتارهای تنگ‌نظرانه درباره دیگران پرهیز دارد و خواهان خیر عمومی است. دائماً در حال کوشش برای بهبود کیفیت زندگی خویش و دیگران است. دارای هدف مشخصی می باشد و نگاهش به زندگی تکاملی است. بر همین اساس حوزه های مختلف شناختی را تجربه می کنند.
از این حیث جامعه توسعه یافته دارای مردمانی است با شخصیت توسعه یافته. لذا می توان تفکر قالبی را یک پارامتر ضدتوسعه دانست. از این حیث ضرورت است همه ما برای تغییر تفکرات قالبی در جهت شخصیت توسعه یافته اقدام کنیم.